# Weilerswist
Weilerswist este o comună din landul Renania de Nord-Westfalia, Germania.

## Date geografice
Comuna se află în nordul districtului Euskirchen, fiind învecinat la nord cu orașul Brühl (Rheinland) și Erftstadt, la sud cu Euskirchen, la vest cu Zülpich și la est cu Swisttal. Comuna se află în vestul regiunii Vorgebirge. 

## Subîmpărțirea administrativă
| Localități        | Cartiere                                     |
| ----------------- | -------------------------------------------- |
| Weilerswist       | Weilerswist cu Neuheim                       |
| Vernich           | Großvernich, Kleinvernich, Horchheim         |
| Metternich        | Metternich                                   |
| Müggenhausen      | Müggenhausen, Schwarzmaar, Neukirchen        |
| Lommersum         | Lommersum, Bodenheim                         |
| Hausweiler-Derkum | Hausweiler, Derkum, Ottenheim, Schneppenheim |

## Atracții turistice
Printre atracțiile turistice din regiunea comunei se pot aminti 
- Cetatea Kühlseggen, situat între râurile  Swist și Erft, proprietatea familiei nobiliare Eltz-Rübenach
- Cetatea Metternich, care datează din secolul XIII, reședința familiei von Metternich
- Muzeul de biciclete - Adler-Zweiradmuseum
- Muzeul tipografic - Landpresse von Ralf Liebe
- Muzeul meșteșugarului și muzeul satului - Handwerk- și Heimatmuseum

## Galerie de imagini

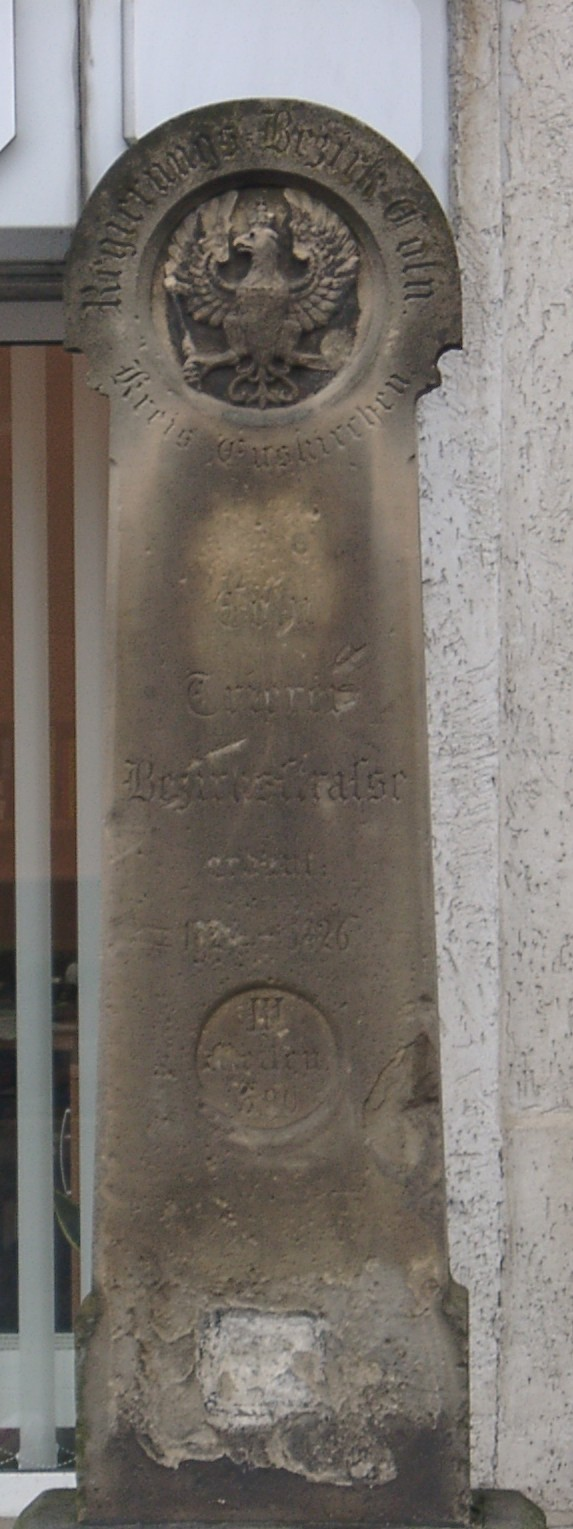
Piatră kilometrică
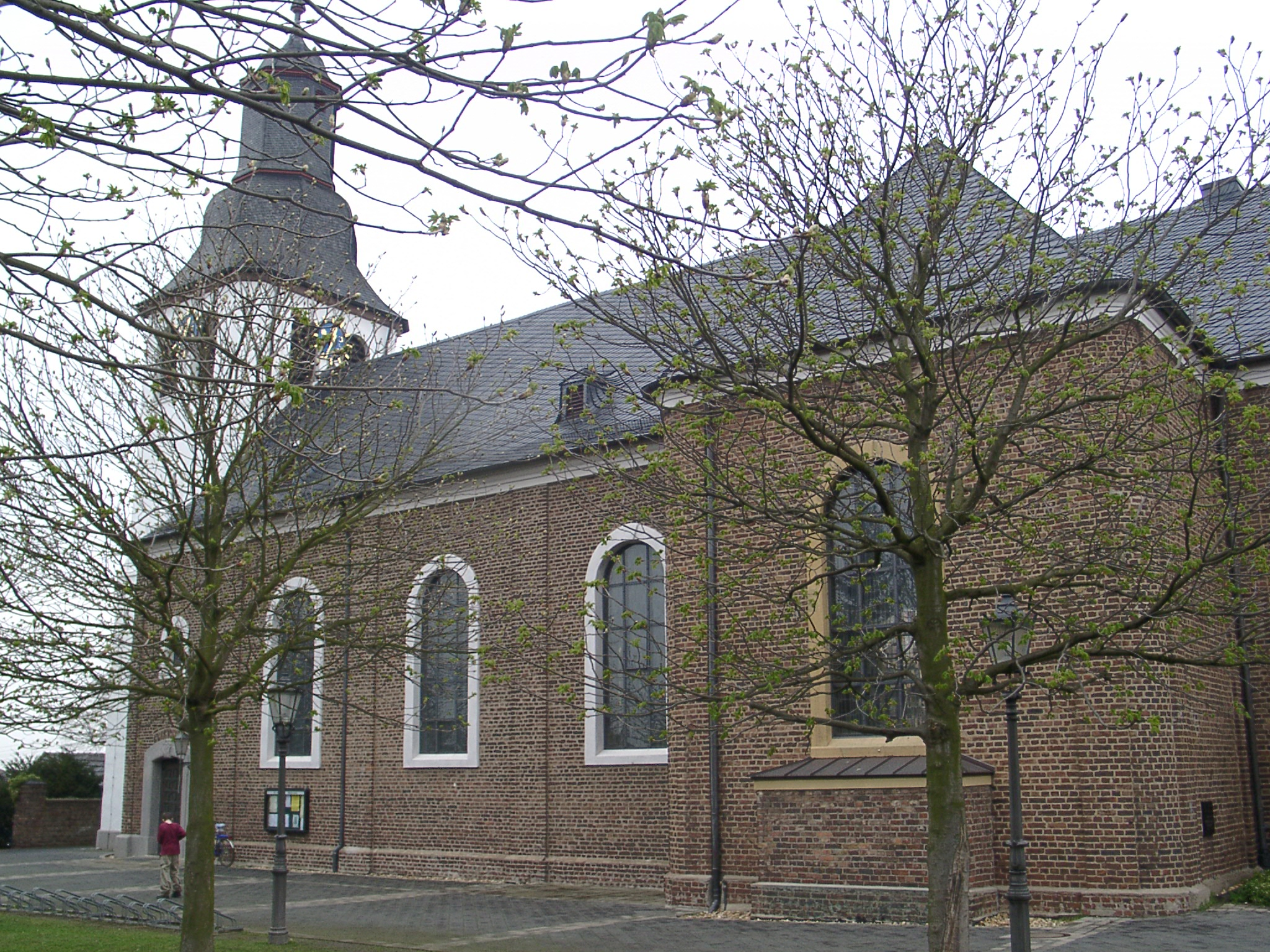
Biserica din Weilerswist
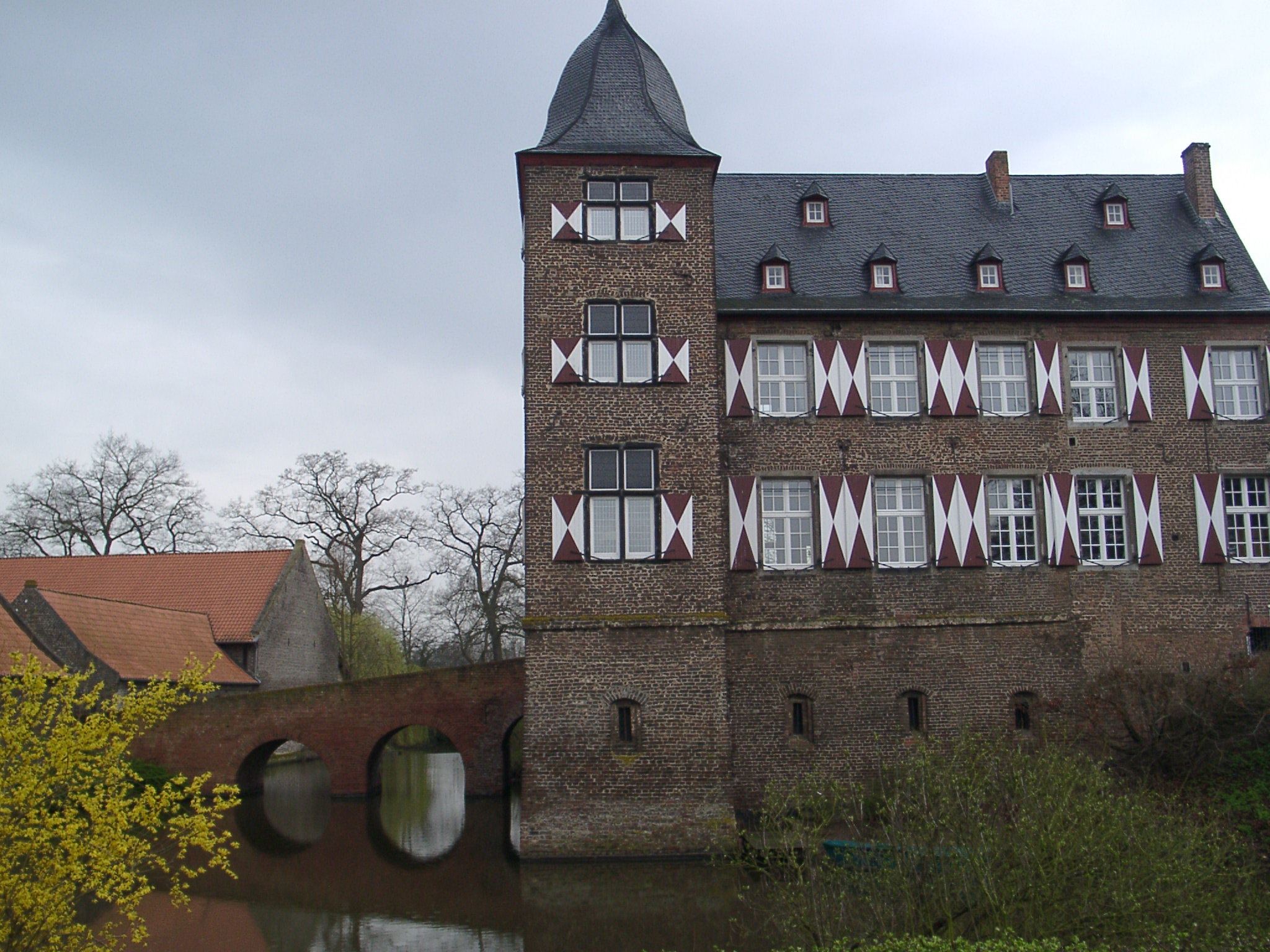
Cetatea Kühlseggen
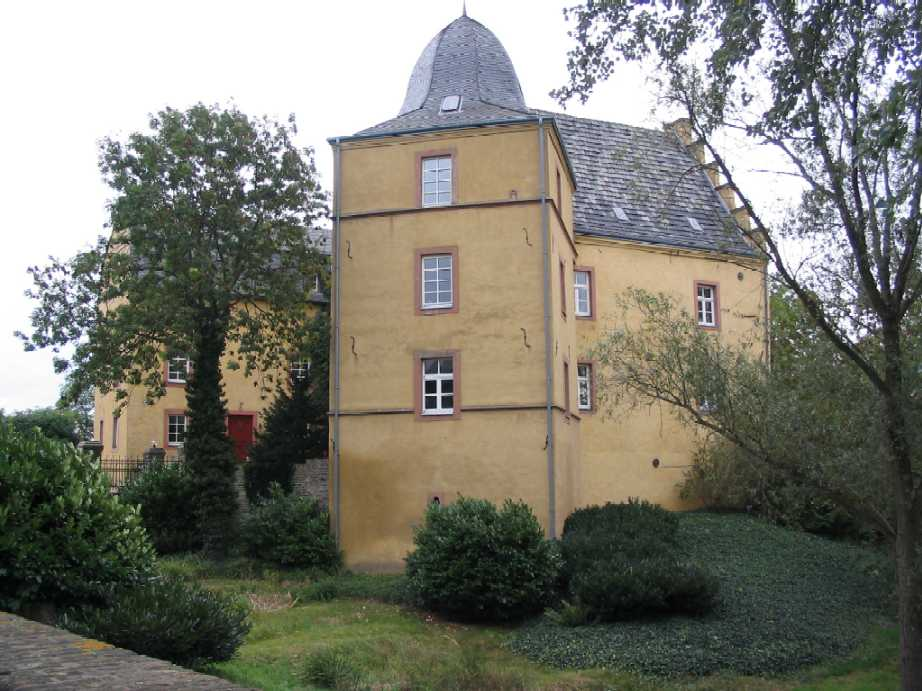
Cetatea Bodenheim
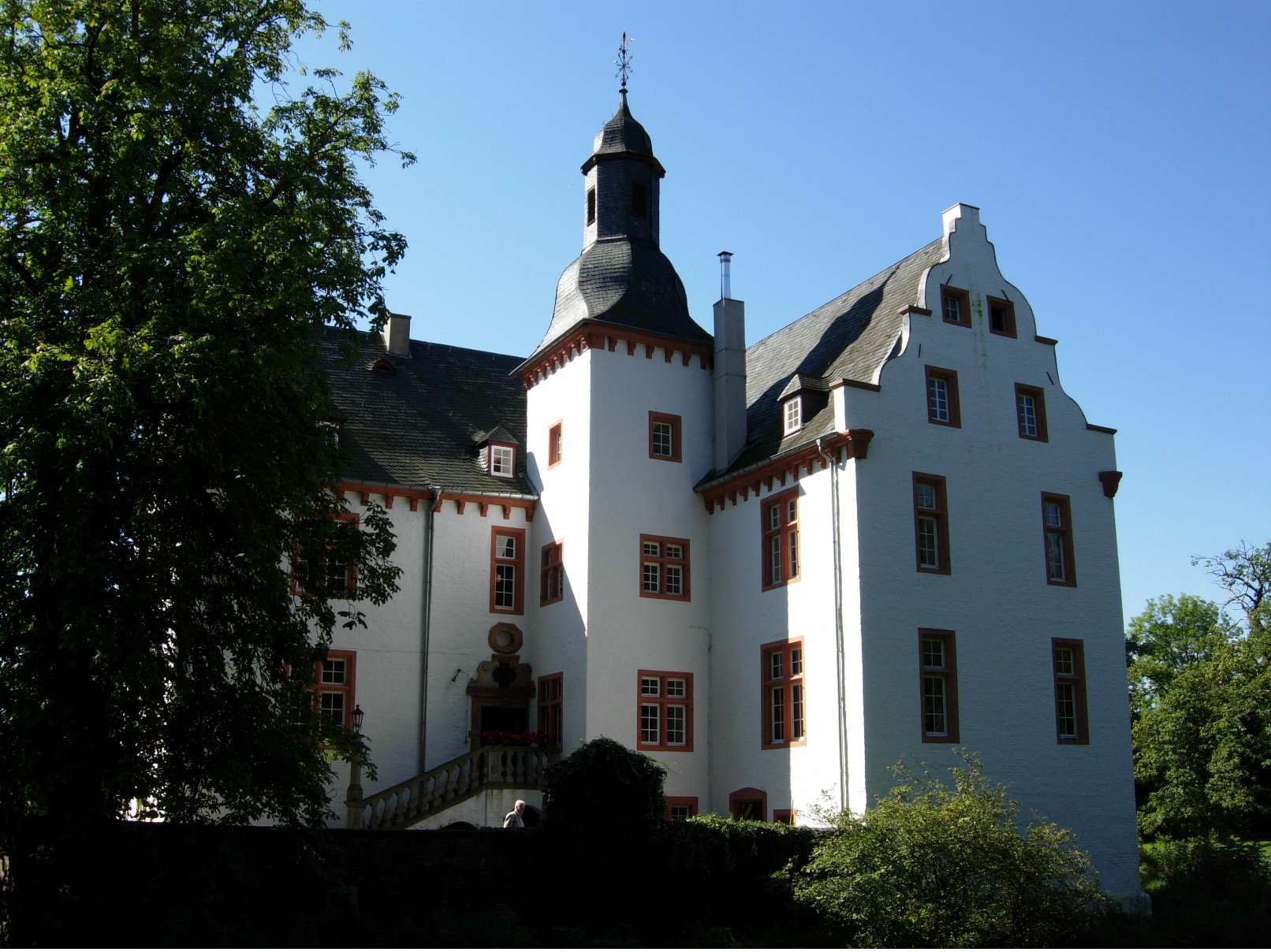
Cetatea Metternich

1. ↑  Alle politisch selbständigen Gemeinden mit ausgewählten Merkmalen am 31.12.2018 (4. Quartal) (în germană), Statistisches Bundesamt[*], arhivat din original la 10 martie 2019, accesat în 10 martie 2019